# Reckful
Byron Daniel Bernstein (8 tháng 5 năm 1989 - 2 tháng 7 năm 2020), được biết đến với biệt danh Reckful, là một streamer Twitch người Mỹ, tuyển thủ esports chuyên nghiệp. Bernstein được biết đến nhiều nhất trong cộng đồng game thủ nhờ thành tích ở trò chơi World of Warcraft và Asheron's Call.

## Đời tư
Byron Daniel Bernstein sinh ra trong một gia đình Do Thái. Cha mẹ anh là Itamar và Judith Bernstein. Anh có hai người anh trai tên Guy và Gary; Guy, anh cả, tự sát khi Byron 6 tuổi. Bernstein cho biết sự kiện này có ảnh hưởng sâu sắc đến cuộc đời anh, cũng như chứng trầm cảm anh gặp phải về sau.
Bernstein chết do tự sát vào ngày 2 tháng 7 năm 2020.

## Sự nghiệp
Reckful là một game thủ World of Warcraft tài năng. Anh bắt đầu nổi tiếng khi lọt vào top 0,1% người chơi hàng đầu mà không cần sử dụng những gì được coi là cơ chế chơi trò chơi thiết yếu vào thời điểm đó. Anh giữ vị trí trong top 0,1% suốt nhiều mùa giải cạnh tranh liên tiếp, và là người chơi đầu tiên đạt xếp hạng 3000. Anh đã tham gia một số giải đấu và giành chiến thắng trong giải đấu World of Warcraft của Major League Gaming vào năm 2010.
Năm 2011, Bernstein phát hành bộ phim về chủ đề game Reckful 3. Phim đạt một triệu lượt xem trong vòng một tuần (tính đến tháng 1 năm 2021, video đã có hơn sáu triệu lượt xem). Sau đó, anh giành chiến thắng trong cuộc thi tay nghề hàng đầu của WarcraftMovies - trong đó, người chơi bỏ phiếu bầu cho người chơi của năm. Năm 2012, anh trở thành nhà phát triển, giám đốc vận hành và nhà thiết kế ý tưởng tại công ty sản xuất chuột chơi game Feenix. Anh thành lập kênh YouTube cá nhân vào tháng 10 năm 2012 và đăng video đầu tiên của mình, "Reckful 5 stack Taste for Blood" vào tháng 11.
Năm 2017, Bernstein được The Gazette Review xếp hạng thứ tư trong danh sách mười streamer giàu nhất. Anh tuyên bố sở hữu tài sản ròng là 1,5 triệu đô la, cũng như số lượng người xem lên tới 50.000 người trên mỗi luồng.
Bernstein chơi poker và tham gia sự kiện chính Unibet Open London năm 2016, nhưng đã bị loại sớm. Tháng 11 năm 2017, Bernstein tham gia sự kiện poker từ thiện do PokerGO tài trợ. Hafu là người giành chiến thắng trong sự kiện này.
Tháng 5 năm 2018, Bernstein bắt đầu phát hành podcast có tên Tea Time with Byron, bao gồm các cuộc phỏng vấn dài với những khách mời nổi tiếng trong cộng đồng trò chơi và phát trực tuyến như Pokimane và Hikaru Nakamura. Tổng cộng 6 tập đã được phát hành, tập cuối cùng vào ngày 31 tháng 3 năm 2020.
Trước khi qua đời, Bernstein đang trong quá trình sáng tạo một MMO có tên là Everland.
Tháng 8 năm 2020, Blizzard và World of Warcraft đã tôn vinh Bernstein khi sáng tạo một nhân vật trainer trong trò chơi, được đặt theo biệt danh Reckful của anh. Nhân vật được đặt bên trong Nhà thờ Ánh sáng (Cathedral of Light), nơi cộng đồng quy tụ để bày tỏ lòng tôn kính với Bernstein sau tin anh qua đời.

## Thành tích

### World of Warcraft
- Hạng 3 - MLG Dallas 2009[24]
- Hạng 2 - MLG Orlando 2009[25]
- Hạng 2 - MLG Columbus 2010[26]
- Hạng 1 - MLG Washington DC 2010[27]

### Hearthstone
- Hạng 3-4 - 2013 Innkeeper's Invitational[28]